# فرانك بارك
فرانك بارك (بالإنجليزية: Frank Park)‏ هو محامي وقاضي وسياسي أمريكي، ولد في 3 مارس 1864 في الولايات المتحدة، وتوفي في 20 نوفمبر 1925 في نفس البلد. حزبياً، نشط في الحزب الديمقراطي. وقد انتخب عضو مجلس النواب الأمريكي.